# Tommy Green (Leichtathlet)
Tommy Green (eigentlich Thomas William Green; * 30. März 1894 in Fareham, Hampshire; † 29. März 1975 in Eastleigh, Hampshire) war ein britischer Geher und Olympiasieger.
Bei den Olympischen Spielen 1932 in Los Angeles wurde erstmals der Wettbewerb im 50-km-Gehen ausgetragen. Green, der 1930 auf dieser Distanz britischer Meister geworden war, gewann in diesem Wettbewerb in 4:50:10 h vor dem Europameister von 1934 Jānis Daliņš aus Lettland, der 1934 Europameister wurde, und dem dreifachen Olympiasieger von 1920 und 1924 Ugo Frigerio, der 1920 und 1924 auf kürzeren Strecken Olympiasieger geworden war. 